# 大和町立宮床小学校難波分校
大和町立宮床小学校難波分校（たいわちょうりつ みやとこしょうがっこうなにわぶんこう）は、宮城県黒川郡大和町にあった公立小学校の分校。へき地等級2級であった。2016年3月31日をもって閉校した。

## 沿革
- 1873年（明治6年）8月 - 宮城県第1中学校区第43小学区宮床小学校難波支校として本校と同時に開校。
- 1896年（明治29年） - 児童数が増加し、校舎新築。
- 1941年（昭和16年） - 現在地に新築移転。
- 1948年（昭和23年）1月 - 宮床小学校難波分校と改称。
- 1955年（昭和30年）4月20日 - 大和町立宮床小学校難波分校となる。
- 1959年（昭和34年） - 児童数が最多の79人となる。
- 1967年（昭和42年） - 完全給食実施。
- 1969年（昭和44年） - 分校児童神代神楽の後継者へ
- 1983年（昭和58年） - 三宅島噴火に伴い避難児童を受け入れ。
- 2016年（平成28年）3月31日 - 児童数が3人となり閉校。[2]

## 教育目標
- 心豊かでたくましい児童の育成

目指す児童像
明るく助け合う子
進んで学ぶ子
からだをきたえる子

## 学区
- 宮床（高山・滝原・新田上・前北子・樋田下・兵士ケ原・蛇石・蛇石一番・蛇石二番・袖北子向・袖北子・中山・樋田上・樋田中・新田中・新田下・難波・新難波・新樋田・難波下）

## 卒業生の進路
公立中学校の場合
- 大和町立宮床中学校